# Степно-Чумиська сільська рада
Сте́пно-Чуми́ська сільська рада (рос. Степно-Чумышский сельский совет) — сільське поселення у складі Цілинного району Алтайського краю Росії.
Адміністративний центр — село Побєда.

## Історія
2010 року ліквідована Поповичівська сільська рада (села Локоть, Поповичі), територія увійшла до складу Степно-Чумиської сільради.

## Населення
Населення — 1228 осіб (2019; 1452 в 2010, 1950 у 2002).

## Склад
До складу сільської ради входять:
| Населений пункт  | Населення, осіб (2002) | Населення, осіб (2010) |
| ---------------- | ---------------------- | ---------------------- |
| Локоть, село     | 173                    | 122                    |
| Побєда, село     | 743                    | 657                    |
| Поповичі, село   | 592                    | 372                    |
| Степ-Чумиш, село | 206                    | 154                    |
| Часниково, село  | 236                    | 147                    |